# Porsche 911
Porsche 911 er en tysk sportsvogn som oprindeligt blev lanceret i 1963 af Porsche, men som hurtigt blev en moderne klassiker. 
Modellen blev oprindeligt døbt 901, men navnet blev ændret til 911 efter at Peugeot havde grebet ind for at beskytte sit eget modelnavn. 911’eren erstattede Porsches 50-modeller, som fx Porsche 356. Efterfølgende har det vist sig betydeligt sværere at pensionere 911’eren til fordel for nyere modeller. Porsche har lanceret flere modeller, som det var meningen skulle være efterfølgere (fx Porsche 928), men ingen har kunnet udkonkurrere 911. Modellen produceres derfor på sin vis stadig i form af de nyere modeller 996 og 997; hvis man sammenligner de tidligste udgaver fra 1963 og de allernyeste er forskellen dog markant pga. de løbende justeringer, der er blevet foretaget gennem tiden.
Det er formodentlig 911’erens særegenheder (bl.a. den hækmonterede boksermotor), dens klassikerstatus samt stadig høje præstationsevne, der er de væsentligste årsager til Porsches besværligheder med at finde en afløser til modellen. 
Det svenske politi benyttede i årene 1965-1972 i alt 13 styk Porsche 911/912, primært til trafikovervågning.

## Porsche 911 på film
Bilen har været med i Twilight-serien, oprindeligt i New Moon, hvor der både bliver skrevet om den i bogen, og den er også vist i filmen. Alice Cullen, en fiktiv person i Twilight serien, stjæler en gul Porsche 911, og senere køber hun en. I Diktatoren (Sacha Baron Cohen) optræder bilen, dog bliver den kun omtalt. Dens nummer udløser terroralarm i New York.

## Forskellige versioner af Porsche 911
- Turbo
- Carrera
- Targa
- RSR
- SC
- GT3